# Thiète
 (octobre 2024).
Le thiète est un composé hétérocyclique contenant un cycle insaturé à quatre chaînons avec trois atomes de carbone et un atome de soufre,. Il est plus souvent rencontré non pas seul, mais dans des dérivés annelés, dont plusieurs ont été synthétisés. Les thiètes ne sont généralement pas très stables. 

## Structure
Le thiète est un isomère de valence du composé thioacroléine de formule CH2=CHCH=S et subit une ouverture de cycle à des températures inférieures à 400 °C. Thiète est plan, avec un angle C-S-C de 76,8 degrés. 

## Dérivés
Les benzothiètes sont des thiètes classés au groupe benzo. Ces espèces sont préparées par pyrolyse éclair sous vide d’alcools 2-mercaptobenzyliques. Ils sont les précurseurs d’autres S-hétérocycles,. 
Les thiètes 1,1-dioxydes sont des sulfones, le parent étant C3H4SO2. Ils sont plus stables que les thiètes. Les thiètes-1,1-dioxydes substitués peuvent également être préparés par [2+2] cycloaddition de sulfène et d’ynamines.